# Hymenocephalus grimaldii
Hymenocephalus grimaldii är en fiskart som beskrevs av Weber, 1913. Hymenocephalus grimaldii ingår i släktet Hymenocephalus och familjen skolästfiskar. Inga underarter finns listade i Catalogue of Life.